# Zschopau (rzeka)

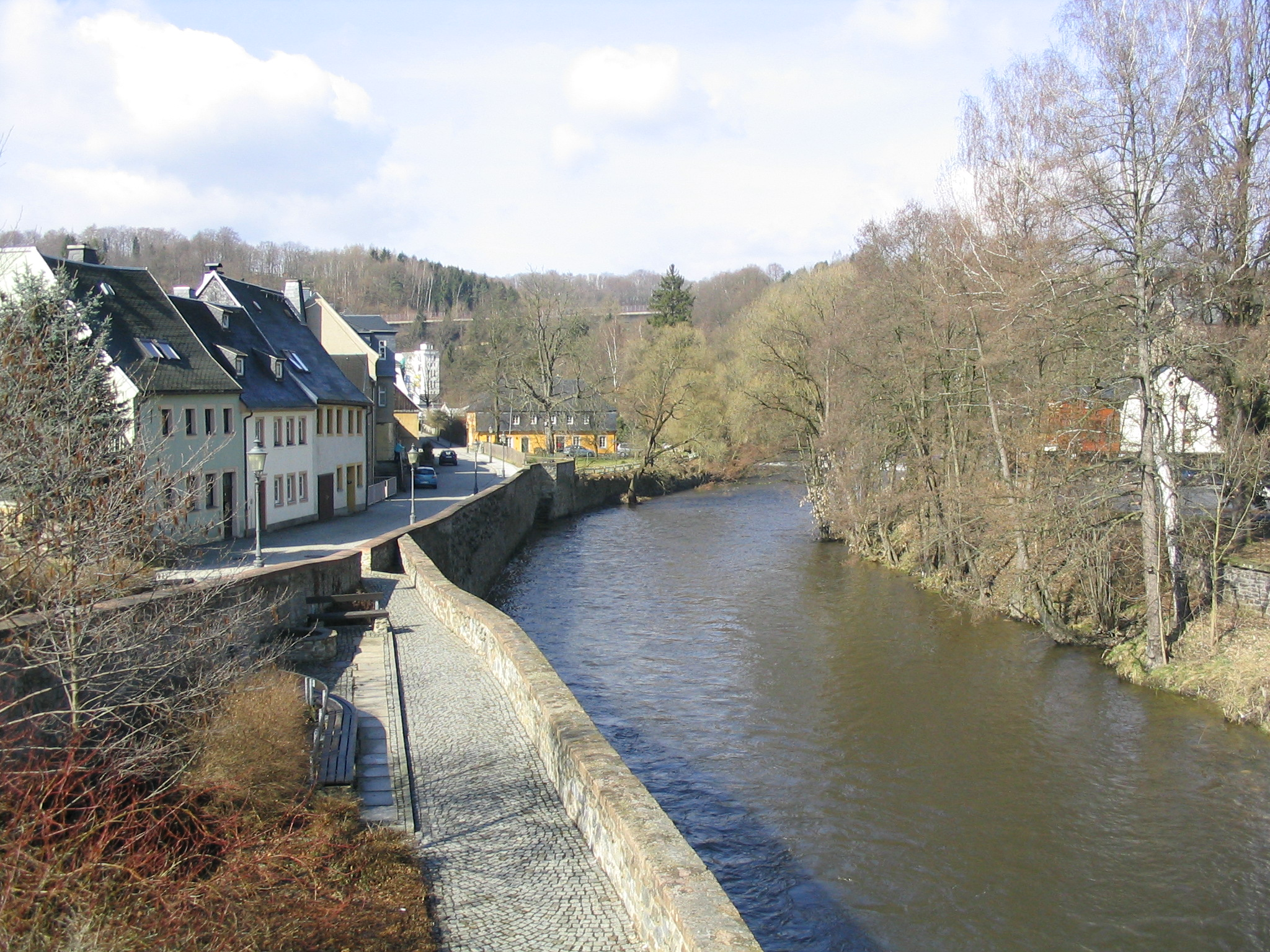
Rzeka Zschopau przepływająca przez miasto Zschopau

Zschopau (wym. ˈtʃoːpaʊ) – rzeka w Niemczech (lewy dopływ Freiberger Mulde, należącej do zlewiska Łaby), wypływająca ze źródeł na wysokości 1125 m n.p.m. na zboczu Fichtelberg w pobliżu granicy z Czechami.
Długość rzeki 128 km, powierzchnia zlewiska 1750 km². Przepływa przez miasta Schlettau, Wolkenstein, Zschopau, Flöha, Frankenberg/Sa., Mittweida i Waldheim, swoje ujście ma nieopodal wsi Schweta na zachód od Döbeln.